# Walter Fillak
Walter Fillak est un partisan italien né à Turin le 10 juin 1920 et mort à Cuorgnè le 5 février 1945, pendu en représailles à son opposition au régime fasciste. 

## Biographie
Compagnon de Giorgio Issel (it), qui, comme lui, devient partisan et homme de main de la Résistance italienne, Walter Fillak étudie au Lycée scientifique Gian Domenico Cassini (it) de Gênes. Expulsé pour des motifs politiques, il complète ses études secondaires en privé. À l'université, il rencontre Giacomo Buranello (it), avec lequel il est arrêté en 1942 et renvoyé devant le tribunal spécial fasciste. Libéré en 1943, il entre dans les groupes d'action patriotique génois sous le nom de guerre de Gennaio et devient commissaire politique de la IIIe Brigade Garibaldi Ligure (it),.
Cette formation de partisans se disperse après un violent combat contre la Wehrmacht. Gennaio rejoint le val d'Aoste, où il change son nom de guerre pour celui de Martin. Dans la vallée, il commande la LXXVIe Brigade Garibaldi, organisant et participant à de nombreux combats contre l'armée allemande et les fascistes de la République sociale italienne, opérant au nord du Canavese et du Biellese. Une délation conduisit à l'arrestation près d'Ivrée de Fillak et de la quasi-totalité du commandement des partisans du hameau de Lace dans la commune de Donato,.
Il écrivit, avant de mourir, pendu par les Allemands :
« Mio caro papà, 
Per disgraziate circostanze sono caduto prigioniero dei tedeschi. 
Quasi sicuramente sarò fucilato. 
Sono tranquillo e sereno perché pienamente consapevole d'aver fatto tutto il mio dovere d'italiano e di comunista. 
Ho amato sopra tutto i miei ideali, pienamente cosciente che avrei dovuto tutto dare, anche la vita ; 
e questa mia decisa volontà fa sì che io affronti la morte con la calma dei forti. 
Non so altro che dire. 
Il mio ultimo abbraccio 
Walter 
Il mio ultimo saluto a tutti quelli che mi vollero bene. »
ce qui signifie :
« Mon cher papa,
Par des circonstances malheureuses, je suis tombé prisonnier des Allemands.
Je serai presque certainement abattu.
Je suis calme et serein parce que j'ai pleinement conscience d'avoir fait tout mon devoir d'Italien et de communiste.
Avant tout, j'aimais mes idéaux, pleinement conscient que j'aurais dû tout donner, même ma vie ;
et cette volonté résolue qui est la mienne signifie que j'affronte la mort avec le calme du fort.
Je ne sais pas quoi dire d'autre.
Mon dernier câlin,
Walter
Mon dernier au revoir à tous ceux qui m'aimaient. »
La corde rompit durant la pendaison. Les nazis s'en procurèrent une autre et terminèrent l'exécution sans pitié.

## Reconnaissance
- Gênes lui a dédié une rue du quartier de Sampierdarena[3],[4].
- Le Lycée scientifique Gian Domenico Cassini (it) a dédié à la mémoire de Walter Fillak et des autres anciens élèves partisans (Giacomo Buranello, Giorgio Issel, Silvano Stacchetti) une plaque placée au-dessus de l'entrée de l'amphithéâtre de l'institut.
- Ivrée lui a dédié une place dans son centre historique.
- Cuorgnè lui a dédié une plaque à l'endroit où il a été exécuté et une rue du village porte son nom.
- La commune de Donato, siège du commando partisan, a érigé un monument à la Résistance en utilisant les ruines de la maison incendiée par les Allemands et a donné le nom de Walter Fillak à l'une de ses rues.
- À Montanaro, dans la province de Turin, l'école maternelle porte son nom.

## Notes et références

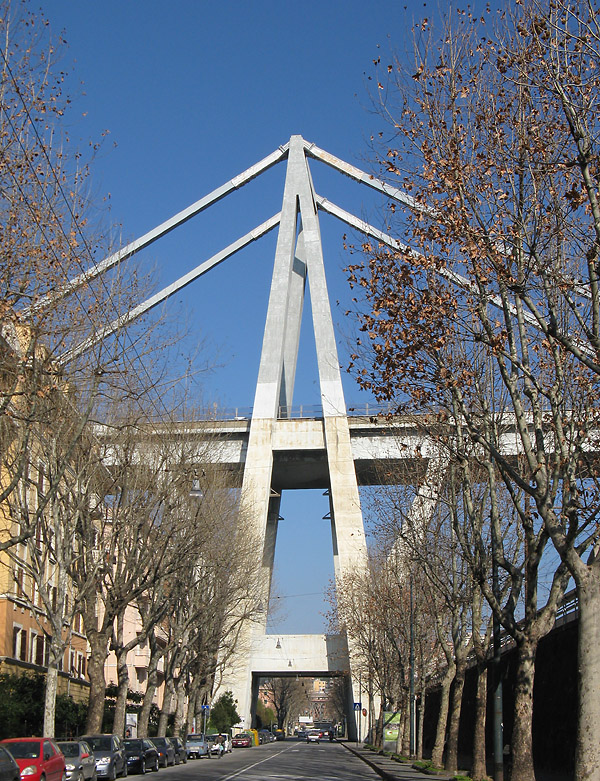
Le viaduc du Polcevera franchissant la rue Walter Fillak à Gênes (Sampierdarena)
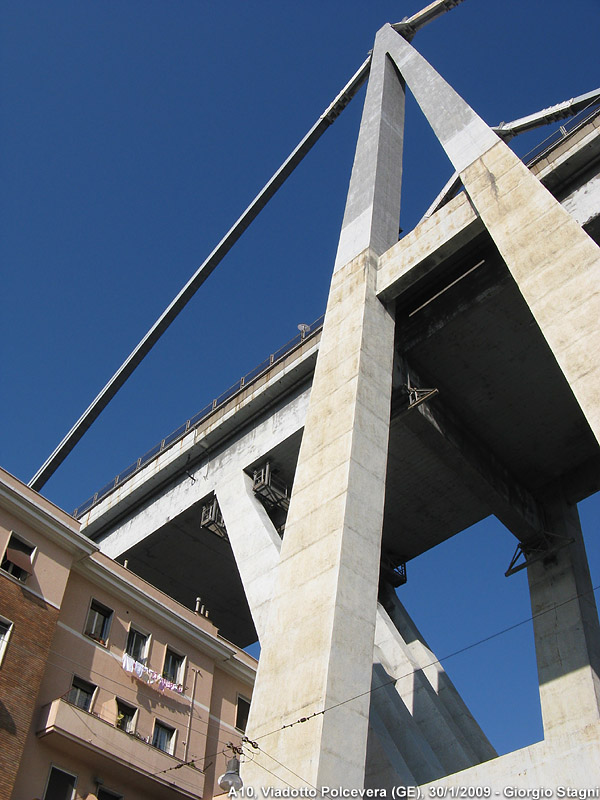
Le viaduc du Polcevera au-dessus des immeubles de la rue Walter Fillak